# Colonia de los López
Colonia de los López är en ort i Mexiko.   Den ligger i kommunen Irapuato och delstaten Guanajuato, i den centrala delen av landet, 290 km nordväst om huvudstaden Mexico City. Colonia de los López ligger 1 737 meter över havet och antalet invånare är 120.
Terrängen runt Colonia de los López är platt åt nordost, men åt sydväst är den kuperad. Runt Colonia de los López är det tätbefolkat, med 790 invånare per kvadratkilometer. Närmaste större samhälle är Irapuato, 17,7 km sydost om Colonia de los López. Omgivningarna runt Colonia de los López är en mosaik av jordbruksmark och naturlig växtlighet.